# Profesionálové (slovenský seriál)
Profesionálové (ve slovenském originále Profesionáli) jsou komediální televizní seriál TV JOJ od tvůrců seriálu Mafstory. Na obrazovkách se poprvé objevil 1. září 2008. Seriál je natáčen v prostorách TV JOJ na bratislavské Kolibě, scéna je na rozdíl od jiných seriálů vybavena starými rekvizitami. Seriálu to však na kvalitě neubírá, spíš přidává retro vzhled. V několika epizodách dokonce hlavní postavy měly na uniformách umístěny odznaky bývalé ČSSR, momentálně mají socialistické odznaky už jen na čepicích.
Úspěchem bylo to, že jeho českou adaptaci si objednala nově vznikající TV Barrandov. Čeští Profesionálové byli natáčeni na mírně pozměněné scéně pocházející ze slovenské verze. Příběhy české verze seriálu byly totožné se slovenskými. Pro neúspěch seriál přestali natáčet. Po úspěšné repríze české verze během léta 2010 se TV Barrandov rozhodla opět natáčet komediální seriál v českém znění.
Dne 7. března 2011 odstartovala šestá série tohoto úspěšného seriálu. Dne 8. března 2012 odstartovala 7. série tohoto úspěšného seriálu.
Dne 23. ledna 2014 startuje již 8. řada úspěšného slovenského seriálu, s původní hereckou sestavou vč. Skarlet Balažikové. Novou postavou je R. Luknár (bratr Miňa Demoviče), který dočasně nahrazuje herce J. Kronera. Ten má ještě stále nespecifikované zdravotní problémy.

## Obsazení

### Hlavní role
- Kpt. Maroš Nagy (Peter Batthyány) – náčelník policejní stanice. Má manželku Ruženu, která ho neustále sekíruje. Ta se ale v seriálu nikdy neobjevila a je odkazem na manželku poručíka Colomba nebo detektiva Barneybyho. V rámci silvestrovského spojeného speciálu s Mafstory autoři seriálu uvedli, že jeho brat – dvojička je Šimon "Banán" Nagy. Jeho matka je teta Márgit – Banánova matka.
- Npor. František Boborovský (Ľuboš Kostelný) – nepříliš inteligentní  sexistický strážce zákona. Neustále se vtírá do pozornosti kpt. Nagya. Jeho myšlení je podstatně pomalejší než jeho jazyk, proto se mu často stává, že některé věty opakuje. Obě jeho manželství ztroskotala. V seriálu se objevili obě jeho manželky – Jozefína (Szidi Tobias) i Silvia (Slávka Halčáková). Jeho oblíbené hlášky jsou "čoro-moro" a "Šaňo, ty si debil".
- Por. Karol Húrka (Lukáš Latinák) – nejlenivější člen policejního sboru. Jeho charakteristickou vlastností je neustálý hlad. Dokáže sníst všechno – od živého morčete, přes pleťovou masku své kolegyně až po psí klobásy. Účinkoval v reklamě na výrobek Tukomax 2000 od firmy Tukopriemysel Miloslavov. Pochází z Očové. Motto: "Při myšlení velmi rychle vytráví." Jeho bratr – dvojče John Húrka se objevil v epizodě "Brat" (Bratr). Přišel do města natočit dokument pro National Geographic. Karol dělal všechno pro to, aby se s ním nepotkal.
- Ppor. Alexander Vyšný-Riefenstahl (Csongor Kassai) – i když se to na první pohled nezdá, Šaňo (toto oslovení nesnáší) je z mužského osazení policejního sboru nejinteligentnější, za což ho nejen Boborovský neustále ponižuje. Pořád bydlí se svou matkou. Jeho partnerkou je Sára, která zkoumá sexismus na pracovištích. V epizodě "Sára a sexismus" přijde dělat tento výzkum i k našim Profesionálům. Veřejně prezentuje, že je Žid a žije podle židovských zásad.
- Npor. Skarlet Balážiková (Helena Krajčiová) – mluvčí policejního sboru. Neustále je do někoho zamilovaná. Všechny její vztahy však neustále ztroskotávají. Na policejní stanici přišla jako druhá z Miss Topoľčany. Její matka netouží po ničem jiném, jen aby se už Skarlet konečně vdala. Nesnáší prohry, neustále se hádá s Boborovským. Ze začátku po ní šel i hospodský Miňo, ale nakonec ji nechal. Postava je odkazem na bývalou mluvčí slovenských celníků a potom bratislavských hasičů, Sylviu Balázsikovou.V 7. sérii se už neobjevuje, avšak v 8. sérii se opět vrací.
- Miňo Demovič (Ján Kroner) – bývalý kriminalista, teď majitel místního CAFÉ-BARu RIVIÉRA, má dobré styky s mafií, působí jako majitel několika nevěstinců. Mezi jeho partnery v podobných kšeftech patří i manželka kapitána Nagyho, Ruženka. Vynikající kšeft udělal s Rabínem Avihayem. Rád pytlačí, vykrádá banky a obchody. Jeho bývalou přítelkyní je poslankyně Bianka Borbeliová (Diana Mórová). Na Dušičky vykrádá hroby a krade věnce. Má přehnaně vysoké ceny: např. Horalka 50 Sk, teplá voda 2 eura. Hodněkrát ho už policisté zatkli, ale vždy ho pustili, protože neměli žádné důkazy. Mezi jeho typické hlášky patří: "Nehladkaj štrkáča bosou nohou po hlave", "Budete mať nebíčko v papuľi", "Jak sa hovorí" a po tom, co sníží cenu "Nech nežeriem".
- Beatrix Bežná (Oľga Belešová) – sousedka kapitána Nagyho. Objeví se v ten nejnevhodnější moment. Ruženka je její kamarádka. Je několikanásobnou vdovou, její manželé záhadně zemřeli. Vždy, když se Bežná zjeví na policejní stanici, znamená to pro některého z příslušníků policejního sboru (hlavně Húrku) to, že Bežná je bude sexuálně obtěžovat.
- Npor. Miki Hric (Michal Hudák) – objevil se v seriálu na konci 4. série, v 5. se stal součástí týmu. Přišel jako bývalý člen ozbrojených složek, ale ukázalo se, že byl obyčejným psovodem. Svým přízvukem reprezentuje Humenné. Je rozvedený a má 4 děti.
- Maj. Ria Demovič (Anna Šišková) – nová velitelka okresu, poprvé se objevuje v 7. sérii, bývalá manželka Miňa Demoviče. Jejich společná minulost (soukromá i profesionální) je zahalená rouškou tajemství, ale faktem je, že Miňo z ní má strach a Ria má zase soudem přikázáno nepřibližovat se k bývalému manželovi. Na podřízené je velmi přísná, vyžaduje disciplínu a pořádek.
- Skajla (Slávka Halčáková) – nová servírka v Café Bar Riviéra, poprvé se objevuje v 7. sérii. Stále čeká na svou vysněnou loď, bohužel, v Miňově pajzlu.

### Hostující role
Kromě standardního hereckého obsazení se v seriálu objevily i epizodní postavy. Ve více než jedné epizodě se objevili Zuzana Fialová (jako bulvární novinářka Iris Kovačiková), Richard Stanke (jako tajný agent Mosadu), Diana Mórová (jako současná poslankyně, bývalá striptérka a Miňova milenka) a Oľga Belešová (jako paní Bežná). Postavu  matky nadporučice Balážikové ztvárňuje Jana Oľhová. V seriálu se dále objevili Marián Geišberg, Petra Polnišová, Róbert Jakab, Gabriela Dzuríková, Marián Geišberg, Tomáš Maštalír, rapper Opak, Eva Rysová, Peter Petrus, Zuzana Kocúriková, Monika Hilmerová či Jozef Vajda.

## Seznam dílů

### První řada
1. Miesto činu
2. Semafór
3. Klobásy
4. Kroner
5. Falošní policajti
6. Mama a Žeňa
7. Bordel
8. Mních
9. Dušičky
10. Vražda
11. Alex a sex
12. Batman
13. Ferove manželky
14. Narodeniny
15. Kalamita
16. Kanárik a špargľa
17. Vianoce
18. Silvester

### Druhá řada
1. Rabín
2. Reklama
3. Supermegaextrapoliš
4. PR a očistná diéta
5. Vodná kríza
6. Raper
7. Karoly a Skajka
8. Miňo opäť policajtom
9. Statočné srdce
10. Hajzlákoví zlodeji
11. Sárin orgazmus
12. Polícia má talent
13. Čierna vdova
14. Poslankyňa
15. Nudisti

### Třetí řada
1. Forenzný kriminalista
2. Sára a sexizmus
3. Biankin asistent
4. Detektívka
5. SBS-kár
6. Návrat Rabiho
7. Brat
8. Tehotná Scarlet
9. Halloweenski zlodeji
10. Prekliaty Fero
11. Sedemnásty
12. Návrat Iris
13. Šéf je paroháč
14. Degradácia
15. Nesprávny šéf
16. Bobor je šéf

### Čtvrtá řada
1. Zamilovaná Skarlet
2. Profibomba
3. Nápoj lásky
4. Košický zlatý poklad
5. Šéf je teplý
6. Krčma u fízlú...
7. Únosca
8. Kšefty s deťmi
9. Alkoholik
10. Koniec sveta
11. Miňov odchod
12. Profesionáli sa stretávajú s Mafstory
13. Kasíno
14. Dedičstvo
15. Východniar

### Pátá řada
1. Mikiho pes
2. Miki hovorcom
3. Povodne
4. Miki si požičiava
5. Bobor v cudzineckej légii
6. Bike pride
7. Divadlo
8. Kámasútra
9. Chránený svedok
10. Sklad techniky
11. Komunálne voľby
12. Šéfova aféra
13. Vianočný bazár
14. Panička
15. Mikiho Vianoce

### Šestá řada
1. Hoteliér Demovič
2. Fotky
3. Luník IX.
4. Svine
5. Týžden polovníckej kuchyne
6. Reforma storočia
7. Sarkofág
8. Teroristi
9. Čierna sanitka
10. Dvojité občianstvo
11. Dieťa
12. Šváby
13. Profesionáli na dovolenke
14. Profesionáli na mol
15. Profesionáli na Miss Topoľčany
16. Profesionáli mimo služby

### Sedmá řada
1. Major Demovič
2. Trampolína
3. Padla kosa na kámen
4. Důkaz
5. Volby
6. Štrajk policajtov
7. Ano,Šéfka
8. Závody chrtů
9. Abstinenské školení

### Osmá řada
1. Velký návrat
2. Bojův vrtulník
3. Mamachuana
4. Kondiční testy
5. Lov
6. Olympijská pochodeň
7. Šmejdi
8. José se žení
9. Žirafa
10. Dusíkova hymna
11. Věnce
12. Evička
13. Konská hlídka
14. Generál
15. Bůh
16. Lichvář
17. Pes
18. Bomba
19. Policejní čin roka

## Ocenění
- 2010 OTO 2009 – Komediální seriál roku
- 2011 OTO 2010 – Seriál roku

| OTO v kategorii dramatický seriál roku | OTO v kategorii dramatický seriál roku | OTO v kategorii dramatický seriál roku |
| -------------------------------------- | -------------------------------------- | -------------------------------------- |
| 2009 Ordinácia v ružovej záhrade       | 2010 Profesionáli                      | 2011 Panelák                           |